# Elimination Chamber (WWE)
Elimination Chamber è uno degli eventi in pay-per-view organizzati annualmente dalla WWE.
Nei suoi primi anni di vita, l'evento ha presentato come incontri principali due Elimination chamber match: uno per il WWE Championship ed uno per il World Heavyweight Championship; nell'edizione del 2014 invece, in seguito all'unificazione dei titoli massimi, si è svolto un solo Elimination chamber match valido per il WWE World Heavyweight Championship. Dopo un anno di assenza nel 2016, l'evento è ritornato in calendario nel 2017 nel mese di febbraio; l'edizione del 2018 è stata la prima nella quale si è disputato un Elimination Chamber match femminile, mentre l'edizione del 2020 ha visto in palio i titoli di coppia.
Esclusivamente in Germania, l'evento è conosciuto come No Escape per evitare associazioni con le camere a gas utilizzate durante l'epoca nazista.

## Edizioni
|  | Evento esclusivo del roster di Raw       |
|  | Evento esclusivo del roster di SmackDown |

| Edizioni        | Date             | Città            | Sede                       | Vincitori dell'Elimination Chamber     | Main event                        |
| --------------- | ---------------- | ---------------- | -------------------------- | -------------------------------------- | --------------------------------- |
| 2010 (Dettagli) | 21 febbraio 2010 | Saint Louis      | Scottrade Center           | Chris Jericho John Cena                | Elimination chamber match         |
| 2011 (Dettagli) | 20 febbraio 2011 | Oakland          | Oracle Arena               | Edge John Cena                         | Elimination chamber match         |
| 2012 (Dettagli) | 19 febbraio 2012 | Milwaukee        | Bradley Center             | CM Punk Daniel Bryan                   | John Cena vs. Kane                |
| 2013 (Dettagli) | 17 febbraio 2013 | New Orléans      | New Orléans Arena          | Jack Swagger                           | CM Punk vs. The Rock              |
| 2014 (Dettagli) | 23 febbraio 2014 | Minneapolis      | Target Center              | Randy Orton                            | Elimination chamber match         |
| 2015 (Dettagli) | 31 maggio 2015   | Corpus Christi   | American Bank Center       | Ryback The New Day                     | Dean Ambrose vs. Seth Rollins     |
| 2017 (Dettagli) | 12 febbraio 2017 | Phoenix          | Talking Stick Resort Arena | Bray Wyatt                             | Elimination chamber match         |
| 2018 (Dettagli) | 25 febbraio 2018 | Las Vegas        | T-Mobile Arena             | Alexa Bliss Roman Reigns               | Elimination chamber match         |
| 2019 (Dettagli) | 17 febbraio 2019 | Houston          | Toyota Center              | Bayley e Sasha Banks Daniel Bryan      | Elimination chamber match         |
| 2020 (Dettagli) | 8 marzo 2020     | Philadelphia     | Wells Fargo Center         | Shayna Baszler John Morrison e The Miz | Women's Elimination chamber match |
| 2021 (Dettagli) | 21 febbraio 2021 | Saint Petersburg | Tropicana Field            | Daniel Bryan Drew McIntyre             | Elimination chamber match         |
| 2022 (Dettagli) | 19 febbraio 2022 | Gedda            | Jeddah Super Dome          | Bianca Belair Brock Lesnar             | Elimination chamber match         |
| 2023 (Dettagli) | 18 febbraio 2023 | Montréal         | Bell Centre                | Asuka Austin Theory                    | Roman Reigns vs. Sami Zayn        |
| 2024 (Dettagli) | 24 febbraio 2024 | Perth            | Optus Stadium              | Becky Lynch Drew McIntyre              | Rhea Ripley vs. Nia Jax           |
| 2025 (Dettagli) | 1° marzo 2025    | Toronto          | Rogers Centre              | Bianca Belair John Cena                | Elimination chamber match         |

## Elimination Chamber match
Questo è uno dei match più violenti della disciplina e viene utilizzato solamente in WWE. In una gabbia circolare d'acciaio di 16 tonnellate, formata da circa due migliaia di catene, sono racchiusi sia il ring che quattro celle semicircolari di plexiglas, posizionate dietro ai paletti del ring stesso. A questo match partecipano sei wrestler: quattro vengono chiusi nelle celle agli angoli del ring, mentre gli altri due iniziano l'incontro. Ad ogni intervallo di tempo prestabilito (tra i due e i cinque minuti) uno dei quattro fari posizionati sul soffitto dell'arena illumina una cella, indicando qual è quella che deve essere aperta; il procedimento si ripete per altre tre volte, fino a quando tutte le celle vengono aperte. Generalmente nei show antecedenti all'evento vengono svolti dei match per determinare i partecipanti; essi vengono sconfitti per sottomissione o schienamento, e vince l'incontro l'ultimo wrestler rimasto dei sei: il nome Elimination Chamber (Camera dell'Eliminazione) deriva proprio dal metodo di vittoria. Nel 2018 è stato per la prima volta disputato un Elimination Chamber match con sette partecipanti: le regole sono sempre le stesse, con l'unica differenza che ad iniziare il match sono tre wrestler, invece che i soliti due. Dal 2008 l'Elimination Chamber è diventato uno dei match più importanti della federazione in quanto i campioni uscenti saranno coloro che combatteranno a Wrestlemania. Triple H e John Cena detengono il record assoluto di Elimination Chamber match vinti, il primo con quattro affermazioni su sei partecipazioni, mentre il secondo su Otto. Lo stesso Cena, insieme a Chris Jericho, detiene il record assoluto per il maggior numero di presenze all'interno dell'Elimination Chamber, con ben otto partecipazioni.